# 呉 (春秋)

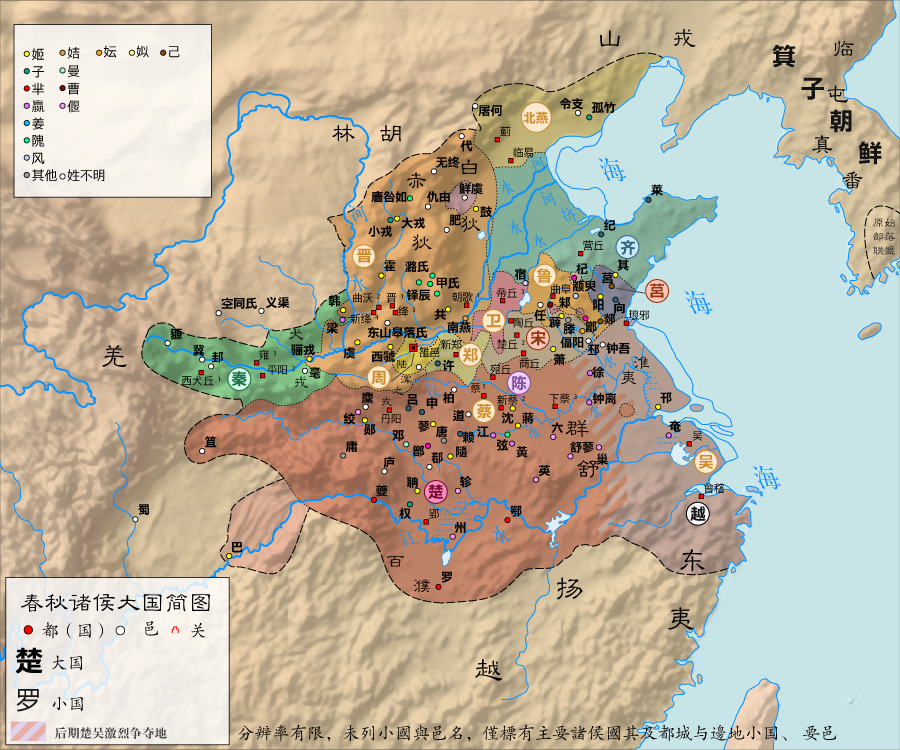
呉の位置

呉（ご、拼音：wú、紀元前585年頃 - 紀元前473年）は、中国の春秋時代に存在した君国の一つ。現在の蘇州周辺を支配した。元の国号は句呉（こうご）。工䱷とも表記される。国姓は姫（き）である。
中国の周王朝の祖の古公亶父の長男の太伯（泰伯）が、太伯の次弟の虞仲（呉仲・仲雍）と千余家の人々と共に建てた国である。虞仲の子孫である寿夢が国名を「句呉」から「呉」に改めた。
紀元前12世紀から紀元前473年、七代の夫差まで続き、越王の勾践により滅ぼされた。

## 歴史
『史記』「呉太伯世家」による。

### 成立
呉の成立について詳しいことはわかっていないが、司馬遷の『史記』「呉太伯世家」によると、以下のような伝説が載っている。周の古公亶父（ここうたんぽ）の末子の季歴は英明と評判が高く、この子に後を継がせると周は隆盛するだろうと予言されていた。長子の太伯（泰伯）と次子の虞仲（仲雍）は末弟の季歴に後継を譲り、呉の地にまで流れて行き、現地の有力者の推挙でその首長に推戴されたという。後に季歴は兄の太伯・虞仲らを呼び戻そうとしたが、太伯と虞仲はそれを拒み全身に刺青を施した。当時刺青は蛮族の証であり、それを自ら行ったということは文明地帯に戻るつもりがないと示す意味があったという。太伯と虞仲は自らの国を立て、国号を句呉と称し、その後、太伯が亡くなり、子がないために首長の座は虞仲が後を継いだという。その後、周の武王は虞仲の曾孫の周章を改めて呉に封じ、周章の弟の虞仲（同名の別人）を北方の虞に封じた。太伯から数えて19代目（仲雍の17世孫）の寿夢は国号を呉と改め、初めて王を称した。

### 興隆と滅亡
6代王の闔閭（寿夢の孫）の時期、呉は強勢となり、名臣孫武・伍子胥を擁し当時の超大国楚の首都を奪い、滅亡寸前まで追いつめた。しかし新興の越王允常に攻め込まれ楚から撤退した。これを恨んだ闔閭は允常の子で後を継いだ勾践と戦うも闔閭は重傷を負い、子の夫差に復讐を誓わせ没する。夫差は伍子胥の補佐を受け、会稽にて勾践を滅亡寸前まで追い詰める。勾践が謝罪してきたため勾践を許したが、勾践は呉に従うふりをして国力を蓄えていた。夫差はそれに気付かず北へ勢力圏を広げ、また越の策にはまり伍子胥を誅殺し、中原に諸侯を集め会盟したが、その時にすでに呉の首都は越の手に落ちていた。紀元前473年、呉は越により滅亡する。この時、夫差は勾践に対し助命を願った。勾践は夫差に一度助けられていることを思い出し願いを受け入れようとしたが、宰相の范蠡に「あの時、天により呉に越が授けられたのに夫差は受け取らなかった。ゆえに今呉は滅亡しようとしているのです。今、天により越に呉が授けられようとしているのです。何をつまらない情を起こしているのですか」と言われ、和議を蹴った。それでも勾践は夫差を小島に流刑にして命だけは助けようとしたが、夫差はこれを断って自害し、呉は滅びた。
夫差は越に闔閭を殺された後、薪の上に寝て復讐心を忘れなかった。勾践は夫差に負けた後、胆を嘗めて復讐の心を呼び起こし、部屋に入るたびに部下に「汝、会稽の恥を忘れたか」と言わせて記憶を薄れさせないようにした。この故事から臥薪嘗胆の言葉が生まれた。また、呉越の激しいライバル争いから呉越同舟の言葉が生まれた。

## 倭人を太伯の子孫とする伝説
中国では倭人を「呉の太伯の子孫」とする説があり、それが日本にも伝えられて林羅山などの儒学者に支持された。徳川光圀がこれを嘆いて歴史書編纂を志したのが『大日本史』執筆の動機だったという伝説が人口に膾炙したが、これは信憑性が低いとされている。

## 歴代君主
1. 太伯（句呉を建国）
2. 虞仲（仲雍）
3. 季簡
4. 叔達
5. 周章
6. 熊遂
7. 柯相
8. 彊鳩夷
9. 余橋疑吾
10. 柯盧
11. 周繇
12. 屈羽
13. 夷吾
14. 禽処
15. 転
16. 頗高
17. 畢軫
18. 去斉

呉王
1. 寿夢（紀元前585年 - 紀元前561年）- 国名を句呉から呉に改名。
2. 諸樊（紀元前560年 - 紀元前548年）
3. 余祭（紀元前547年 - 紀元前544年[1]）
4. 余昧（紀元前543年[2] - 紀元前527年）
5. 僚[3]（紀元前526年 - 紀元前516年）
6. 闔閭（紀元前515年 - 紀元前496年）
7. 夫差（紀元前495年 - 紀元前473年）